# Anopsicus mitchelli
Anopsicus mitchelli là một loài nhện trong họ Pholcidae. Loài này được phát hiện ở México.